# NGC 192
NGC 192는 고래자리에 위치한 나선 은하이다. 1790년 12월 28일, 윌리엄 허셜에 의해 발견되었다.